# 盧尚勳
盧尚勳（韓語：노상훈），韓國電視劇導演。

## 作品

### 電視劇
- 2007年：KBS《美好人生》
- 2013年：KBS《職場之神》
- 2014年：KBS《Drama Special－我就要死了》
- 2015年：KBS《記得你》

### 製作人作品
- 2010年：KBS《學習之神》
- 2011年：KBS《烏鵲橋兄弟》
- 2015年：KBS《我們家蜜罈子》
- 2016年：KBS《通往機場的路》

### 總製作人作品
- 2019年：KBS《山茶花開時》
- 2020年：KBS《如果劈腿，你就死定了》

### 助理導演作品
- 2006年：KBS《首爾1945》

## 外部連結
- NAVER搜索